# 도메니키노
도메니코 참피에리(이탈리아어: Domenico Zampieri, 1581년 10월 21일~1641년 4월 6일)는 볼로냐 화파의 이탈리아 바로크 화가이다. 키가 작았던 그는 이탈리아어로 "작은 도메니코"를 뜻하는 도메니키노(이탈리아어: Domenichino)로 불리기도 했다.

## 생애
도메니키노는 볼로냐에서 제화공의 아들로 태어났고, 처음에는 화가 데니스 칼바르트 밑에서 그림을 배웠다. 그러다 칼바르트와 갈등이 생기게 된 후, 그는 아고스티노 카라치가 설립한 인캄미나티 아카데미에서 일하게 되었는데, 그곳에서 그는 작은 체구 때문에 이탈리아어로 "작은 도메니코"를 뜻하는 도메니키노라는 별명을 얻게 되었다. 그는 1602년에 볼로냐를 떠나 로마로 갔으며, 안니발레 카라치 밑에서 가장 재능 있는 견습생 중 한 명이 되었다. 로마의 젊은 예술가로서 그는 자신보다 나이가 조금 더 많은 볼로냐의 동료인 알바니와 귀도 레니와 함께 살았고, 후에 그의 주요 경쟁자가 된 조반니 란프란코와 함께 작업했다.

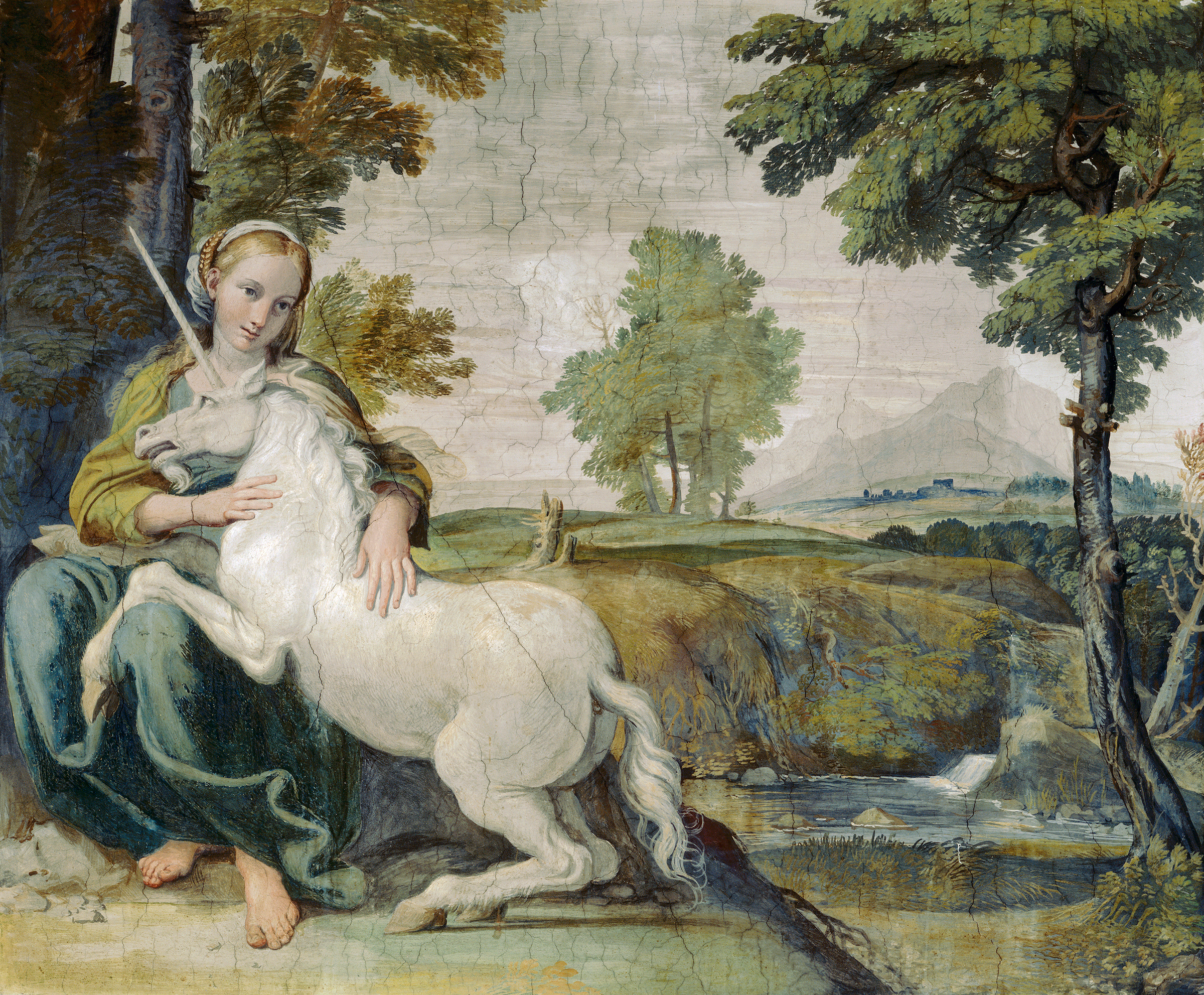
안니발레 카라치의 지도 하에 그려진 프레스코화인 《유니콘을 안고 있는 성모》, 1604년~1605년경, 파르네세궁

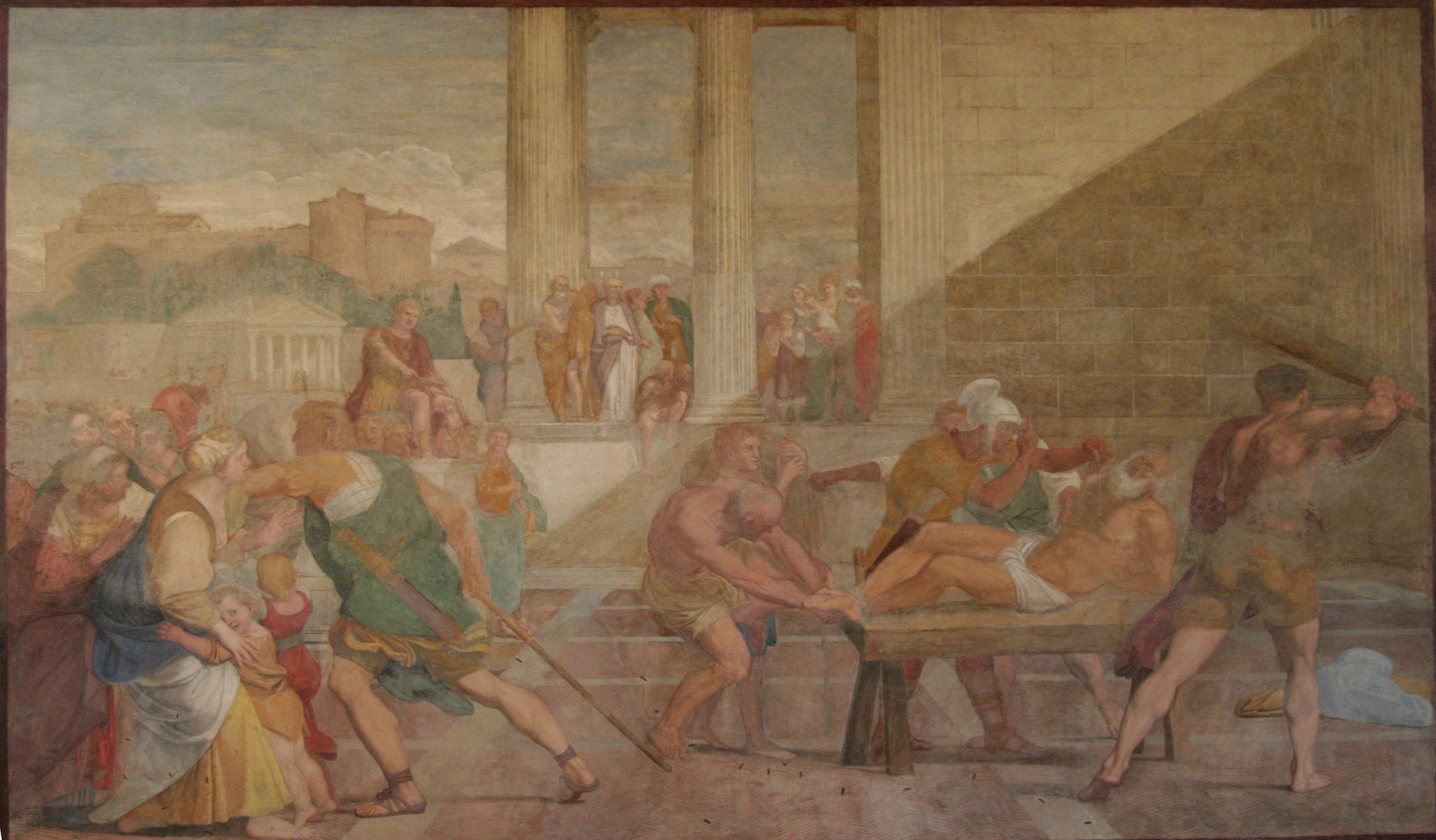
《성 안드레아의 채찍질》, 1608년, 산 그레고리오 알 첼리오 성당

도메니키노는 안니발레의 지도 하에 그린 프레스코화인 《유니콘을 안고 있는 성모》(1604년~1605년경) 외에도, 1603년~1604년경에 파르네세궁의 로지아 델 자르디노(Loggia del Giardino)에 프레스코화 3개를 그렸다. 도메니코는 피에트로 알도브란디니 추기경과 후에 교황 그레고리오 15세의 청지기가 되는 몬시뇰 조반니 바티스타 아구치, 그리고 조반니의 동생 지롤라모 아구치 추기경의 지원으로 로마에서 추가 위임을 받았다. 첫 10년 동안 그의 가장 중요한 프로젝트는 로마에서 약 20킬로미터 떨어진 그로타페라타 수도원의 중세 대성당에 있는 카펠라 데이 산티시미 폰다토리(Cappella dei Santissimi Fondatori)를 장식하는 일이었다.(1608~1610) 당시 이 수도원은 오도아르도 파르네세가 명목상의 수도원장이었다. 이 시기에 도메니키노는 1604년~1605년경 산토노프리오 교회에 있는 프레스코화, 1606년~1607년 마테이궁에 있는 가짜 치장 벽토 장식, 레니의 프레스코화와 경쟁하여 그린 대형 작품인 산 그레고리오 마그노에 있는 《성 안드레아의 채찍질》, 1609년에는 바사노 디 수트리(오늘날의 바사노로마노)의 빌라 오데스칼키(Villa Odescalchi)에 있는 천장화 《디아나의 삶의 장면》 등 많은 작업을 이어갔다.
1609년 안니발레 카라치가 사망한 후, 도메니키노와 프란체스코 알바니 등 안니발레의 로마 양식을 따른 제자들은 귀도 레니만큼 권위 있는 의뢰를 받는 데 성공하지 못했다. 미국의 바로크 미술사학자 도널드 포스너(1931~2005)는 그의 논문인 '안니발레 카라치와 그의 학파의 로마 스타일'에서 '...안니발레의 후기 스타일의 엄격한 고전주의는 로마에서 단 한 번의 루스트럼(5년) 동안만 지속되었다는 점을 강조해야 한다.'라고 말하기도 했다. 반면에 볼로냐의 전기 작가 말바시아(Malvasia)는 '오직 귀도 레니만이 다른 모든 사람보다 앞서 있었고, 귀도만이 찬양되며 좋은 대우를 받았지만, 반면에 도메니키노는 인정받지 못했거나 끊임없이 부당한 대우 및 보수를 받았기 때문에 그는 위임 되지 못하고 거부당했다. 따라서 그는 많은 노력을 기울여 중개인을 통해 어떠한 가격에라도 작품 의뢰를 구걸할 수밖에 없었다... 그의 작품 《성 안드레아의 채찍질》도 마찬가지였는데, 이 작품은 150 스쿠디에 그려진 반면, 반대편 벽에 있는 귀도가 제작한 《십자가 경배》의 경우 400 스쿠디에 그려졌다.'라고 말했다.

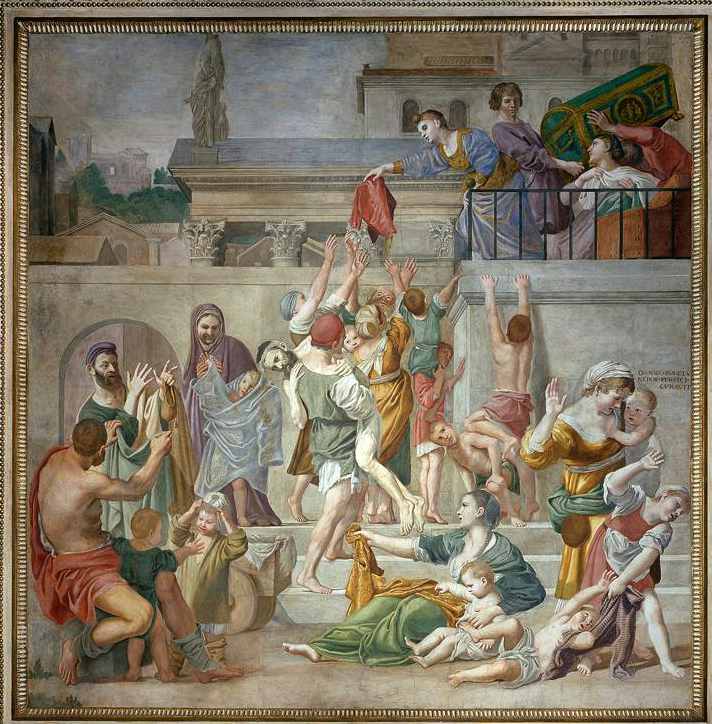
《성녀 체칠리아의 자선》, 1612년~1615년, 산 루이지 데이 프란체시 성당에 있는 성녀의 이야기 연작

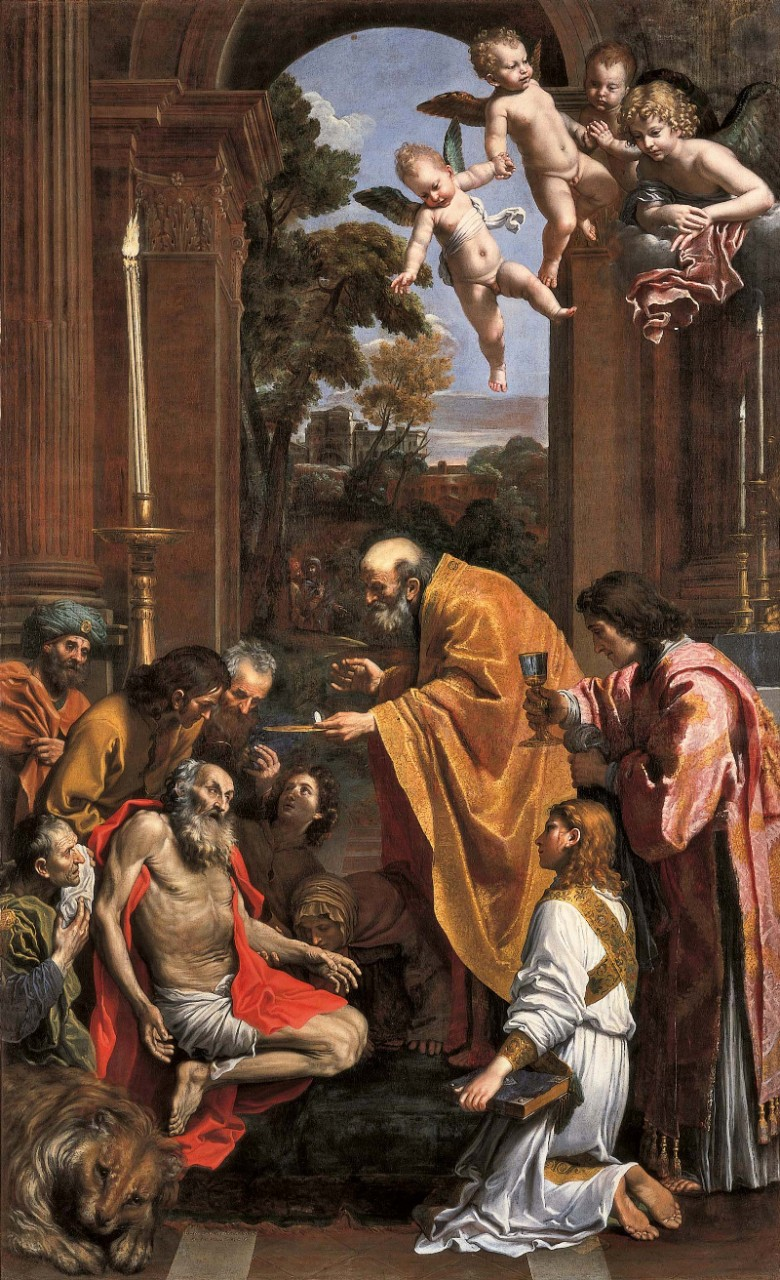
《성 제롬의 마지막 성찬식》, 1614년, 바티칸 박물관

도메니키노의 걸작 중 하나인 산 루이지 데이 프란체시 성당의 폴렛 예배당에 있는 《성녀 체칠리아의 삶의 장면》을 담은 프레스코화는 1612년에 의뢰를 받아 1615년에 완성되었다. 1614년에는 그의 첫 번째이자 가장 유명한 제단화인 《성 제롬의 마지막 성찬식》을 산 지롤라모 델라 카리타 교회에 그렸다. 그 후 이 그림은 라파엘로의 유명 작품인 《현성용》과 비교되었으며 심지어 "세계 최고의 그림"으로 평가받게 되었다.

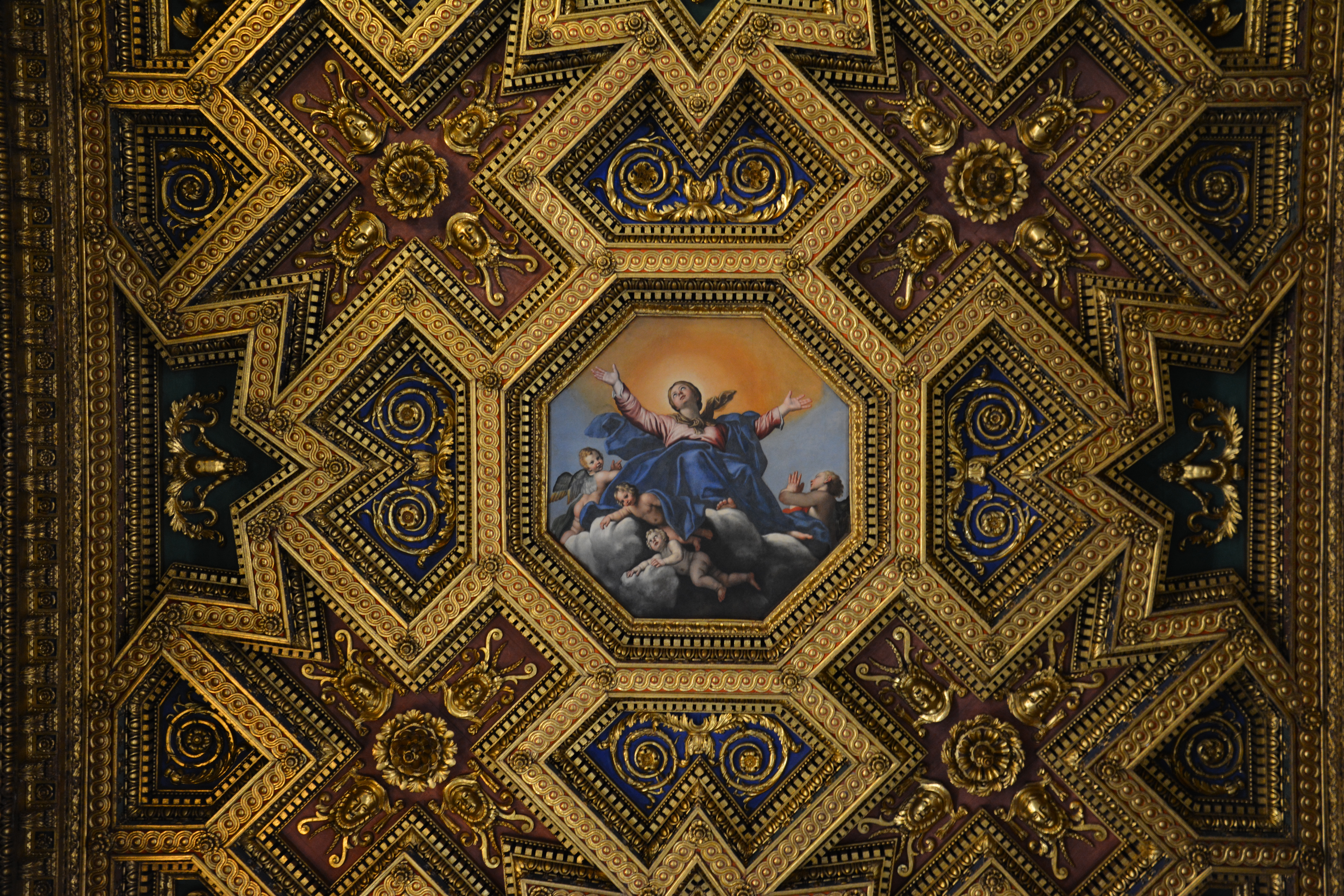
《성모의 승천》, 1616년~1617년, 트라스테베레 산타 마리아 성당

1616년 후반, 도메니키노는 트라스테베레 산타 마리아 성당에서 《성모의 승천》을 그려 격천정(格天井)을 디자인했으며, 프라스카티에 있는 빌라 알도브란디니(벨베데레)의 정원 파빌리온에 '아폴로의 일생'을 묘사한 10개의 프레스코화 시리즈를 제작하기 시작했다. 여기서 그는 볼로냐의 화가인 조반니 바티스타 비올라의 도움을 받았는데, 비올라 역시 도메니키노와 마찬가지로 고전주의 풍경화 발전의 선구자였다. 1617년부터 1621년까지 도메니키노는 로마를 떠나 볼로냐와 파노에서 작업했는데, 1618~1619년에는 파노 대성당의 놀피 예배당에 '성모 마리아의 삶의 장면'을 담은 프레스코화를 그렸다.
1621년 볼로냐 출신 교황 그레고리 15세가 선출되자 도메니키노는 로마로 돌아갔다. 그는 교황 건축가로 임명되었지만(그는 많은 건물을 짓지는 않았지만 다양한 프로젝트를 위한 도면을 남겼는데, 가장 유명한 것은 로마에 있는 산탄드레아 델라 발레 성당의 파사드와 산티냐시오 성당의 평면도였다.) 그럼에도 불구하고 화가로서 가장 활발히 활동했으며 로마 교회의 제단화(산 로렌초 인 미란다 성당, 1626~27년, SS. 조반니 에반젤리스타 에 페트로니오 데이 볼로네시, 1626~1629년, 산타 마리아 델라 비토리아, 1629~30년, 성 베드로, 1625~1630년)에 대한 많은 의뢰를 받았다. 그는 또한 1620년대에 로마에서 수많은 프레스코화를 그렸다. 1622년경에는 팔라초 코스타구티의 천장화 작업을 했다. 또한 산탄드레아 델라 발레 성당의 성가대석과 펜덴티브에 그림을 그렸는데 당시 그는 그가 작업한 펜덴티브 위의 돔에 그림을 그렸던 조반니 란프란코와 치열한 경쟁을 벌이며 작업했다. 또한 1628년경에는 산 실베스트로 알 퀴리날레 성당의 펜덴티브를 제작했으며 1628년~1630년에는 산 카를로 아이 카티나리의 펜덴티브를 제작했다.

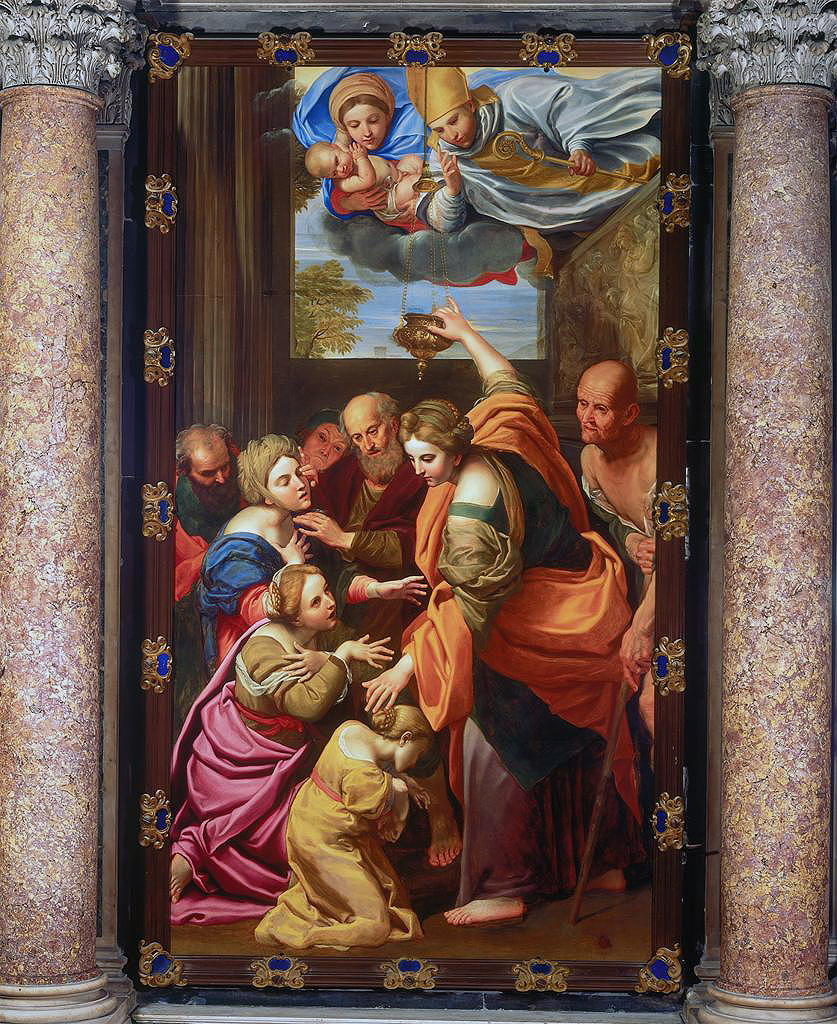
《성모와 아기 예수의 환영과 기적의 등잔에 나타난 성 야누아리오》, 1637년~1638년, 나폴리 대성당

도메니키노는 로마에서의 활동에도 불구하고, 1631년에 나폴리에서 가장 명예롭고 수익성이 높은 의뢰인 나폴리 대성당의 성 야누아리오 보물 왕립 예배당을 장식하는 일을 맡기 위해 로마를 떠나기로 결심했다. 그는 남은 생애 동안 성 야누아리오의 삶의 장면을 그리는 데 전념했다. 그는 4개의 큰 루네트, 4개의 펜덴티브, 아치의 처마에 12개의 장면을 모두 프레스코화로 그렸으며 구리 위에 유화로 3개의 큰 제단화도 그렸다. 도메니키노는 네 번째 제단화 또는 돔을 완성하기 전에 질투심 많은 나폴리 카발에 의해 독살당한 것으로 추측되며, 그 후 란프란코가 이 돔을 프레스코화로 그렸다.
도메니키노가 죽을 당시 그의 수석 조수는 아시시 출신의 알려지지 않은 화가인 프란체스코 라스판티노(Francesco Raspantino)였는데, 그는 그의 스승의 작업실을 물려받았다. 이전에 도메니키노의 주요 제자로는 알레산드로 포르투나(Alessandro Fortuna), 조반니 바티스타 루지에리, 안토니오 알베르티, Barbalonga, 프란체스코 코자, 안드레아 카마세이 및 조반니 안젤로 카니니 등이 있었다. 그의 스튜디오에서 공부한 인물로는 니콜라 푸생, 피에트로 테스타, 그리고 그의 미래의 전기 작가인 조반니 피에트로 벨로리가 있다.

## 예술에 대한 견해
도메니키노의 작품은 주로 라파엘로와 카라치의 작품에서 발전하였으며, 그의 친구 조반니 바티스타 아구치의 이론적 아이디어를 반영하고 있다. 그와 아구치는 회화에 관한 논문을 공동으로 작업하기도 했다. 요크 미술관에 있는 아구치의 초상화는 원래 도메니키노의 작품으로 여겨졌었지만, 현재는 그의 친구인 안니발레 카라치가 그린 것으로 추정된다.
이는 고대와 르네상스 예술의 가장 뛰어난 사례를 연구하고 모방하여 '미의 이데아'(idea del bello)를 개발함으로써 자연의 불완전함을 극복하려는 고전 이상주의 예술로 알려지게 된 것을 나타낸다. 이런 의미에서 모방은 단순한 복사가 아닌 수사 이론에서 영감을 받아 존경받는 모델들이 모방될 뿐만 아니라 능가하는 창의적인 과정이다. 모방의 개념을 중심으로 한 미술사에서 가장 유명한 사건 중 하나는 란프란코가 도메니키노를 표절 혐의로 고발하면서 발생했다. 특히, 란프란코는 도메니키노의 대표 작품 중 하나인 《성 제롬의 마지막 성찬식》은 볼로냐에서 도메니키노의 전 스승인 아고스티노 카라치가 그린 같은 주제의 제단화를 표절했다고 주장했다. 란프란코는 자신의 주장을 증명하기 위해 아고스티노의 그림 뒤에 인쇄본을 배포하여 화가와 비평가들이 자신의 편을 들도록 유도했는데, 니콜라 푸생과 골동품 비평가이자 전기 작가인 벨로리 등 대부분은 도메니키노의 작품이 칭찬할 만한 모작이라며 강력히 옹호했다.
도메니키노는 회화 이론에 대한 관심(도메니키노는 교육을 잘 받았고 책벌레였다) 외에도, 연주자로서가 아닌 몬테베르디가 "제2작법(seconda pratica)"이라고 명명한 편곡법인 stile moderno를 발명하는 데 헌신했다. 도메니키노의 그림과 마찬가지로, 그 출처는 고대 모델에 있었고 관객을 움직일 수 있는 표현의 명확성을 목표로 했다. 피렌체 작곡가 줄리오 카치니가 주장하고 도메니키노도 확실히 믿었듯이, 작곡가/예술가의 목표는 "마음의 열정을 움직이는 것"이었다. 그 목표를 달성하기 위해 도메니키노는 표현적인 제스처에 특히 주의를 기울였다. 윈저성의 왕립 컬렉션에 있는 약 1750개의 드로잉은 도메니키노의 작품(인물화, 건축화, 장식화, 풍경화, 심지어 캐리커처까지)에 대한 부지런한 연구가 이루어졌음을 입증하며, 제도사로서의 화가의 뛰어난 재능을 보여준다. 프랑스의 미술 평론가 로제 드 필이 1708년에 쓴 '화가의 균형'은 화가들의 위대함을 4개 부문에서 정량화하고 비교한 것인데(어떤 예술가도 어느 부문에서도 18점 이상을 받은 적이 없음), 여기서 도메니키노는 드로잉(데셍) 부문 17점, 표현 부문 17점, 구성 부문에서는 15점으로 비교적 높은 점수를 받았지만 채색 부문에서는 9점만을 받았다. 그럼에도 불구하고 도메니키노는 종합 점수 58점으로, 라파엘과 루벤스에 이어 두 번째였고, 카라치의 점수와 맞먹었다.

### 러스킨의 비판
로제 드 필의 '화가의 균형'은 영국의 예술 평론가 존 러스킨이 1840년대에 집필한 《현대 화가들》(Modern Painters)에서 볼로냐 바로크 회화에 대한 파괴적인 공격을 펼칠 때까지 유럽 미술사에서 도메니키노가 차지한 높은 지위를 반영했다. 러스킨은 카라치와 그 추종자들을 "성실하지 못한" 자들이라고 비난했다. 러스킨에게 17세기의 예술은 전적으로 진실하거나 위대한 것이 없었으며, 모든 것이 "절충주의적"이라는 이유로 두 배로 저주받았다. 그러나 루이지 세라, 존 포프-헤네시, 에벨리나 보레아, 리처드 E. 스피어가 이끄는 현대 학문은 1982년에 도메니키노의 모든 그림과 준비 드로잉의 첫 번째 카탈로그 레존네를 출판하여 도메니키노를 빅토리아 시대의 무덤에서 부활시키고 17세기 이탈리아에서 가장 중요하고 영향력 있는 화가들 사이에서 그의 자리를 다시 확립시켰다. 1996년 도메니키노의 작품의 첫 번째 대규모 전시회가 로마의 베네치아 궁전에서 열렸다.

## 작품

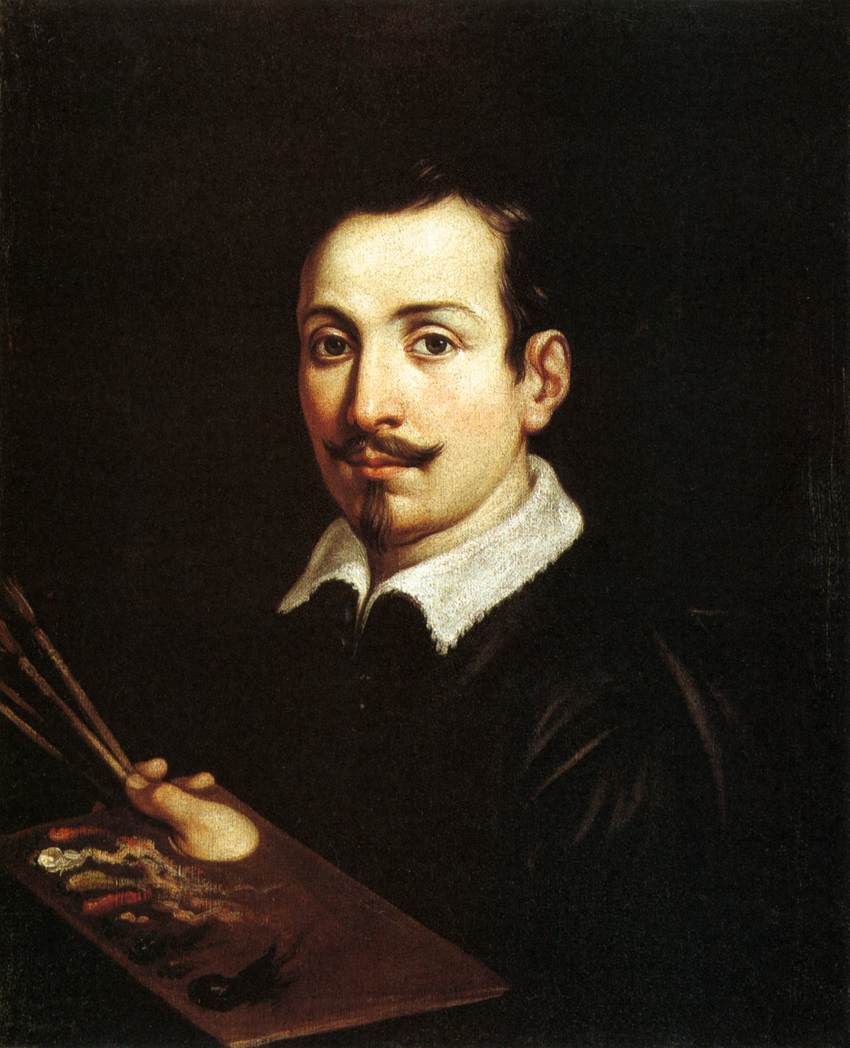
귀도 레니의 초상화, 1603년~1604년
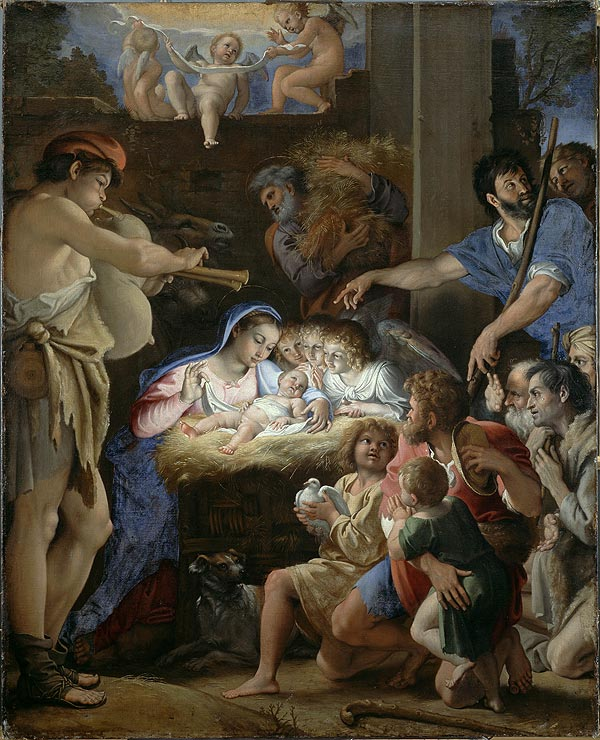
《목자들의 예배》, 1607년경, 스코틀랜드 국립미술관
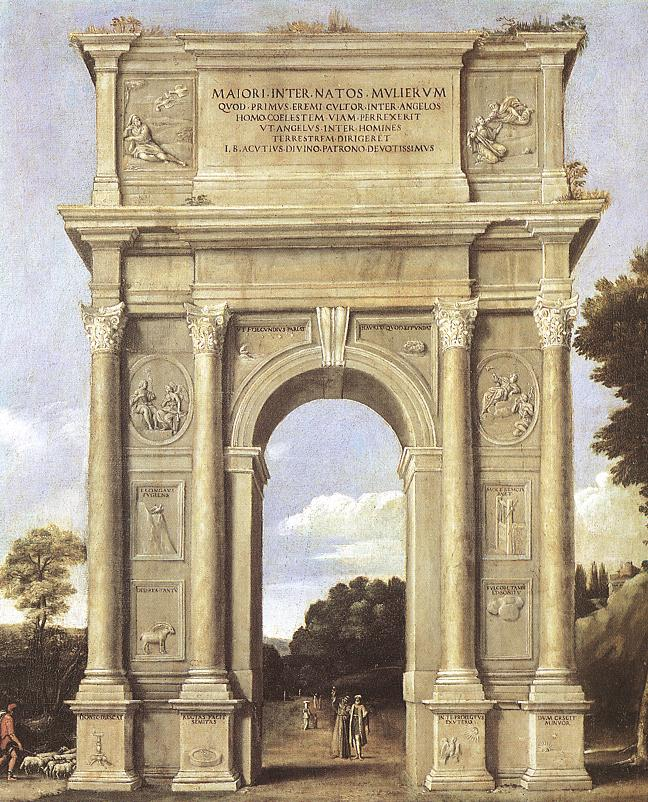
《개선문》, 1607년~1610년, 프라도 미술관
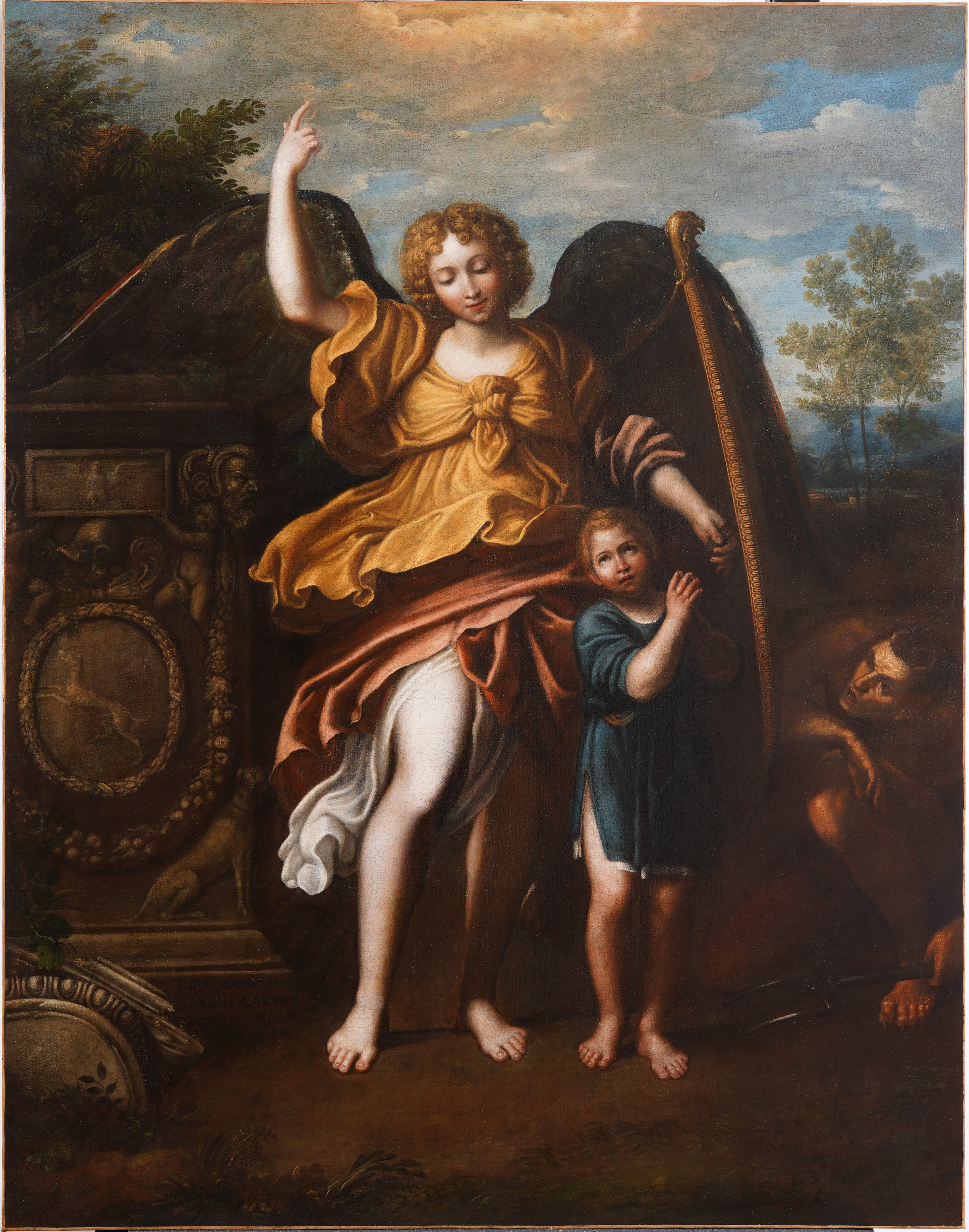
《수호천사》
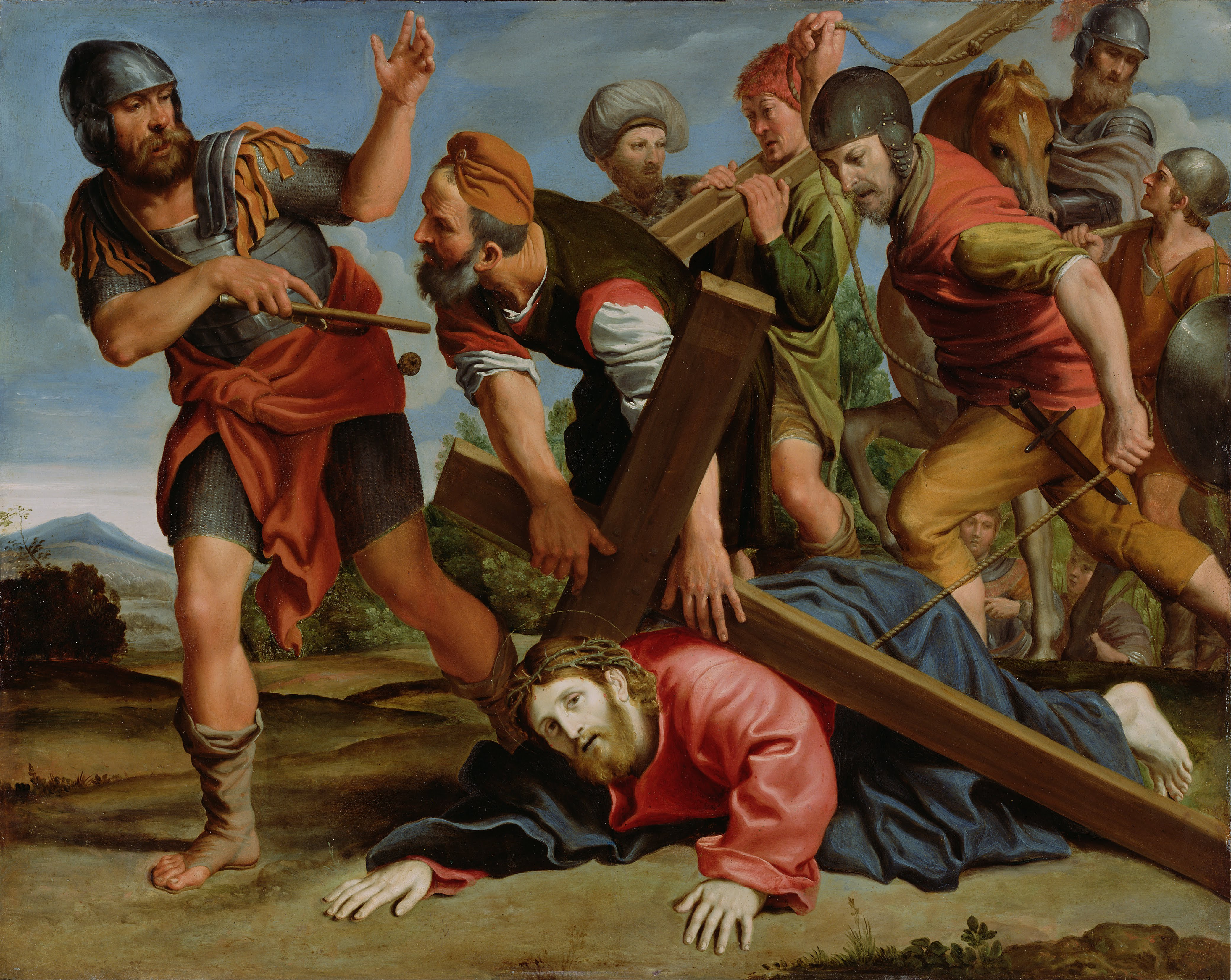
《갈보리로 가는 길》, 1610년경, 게티 센터
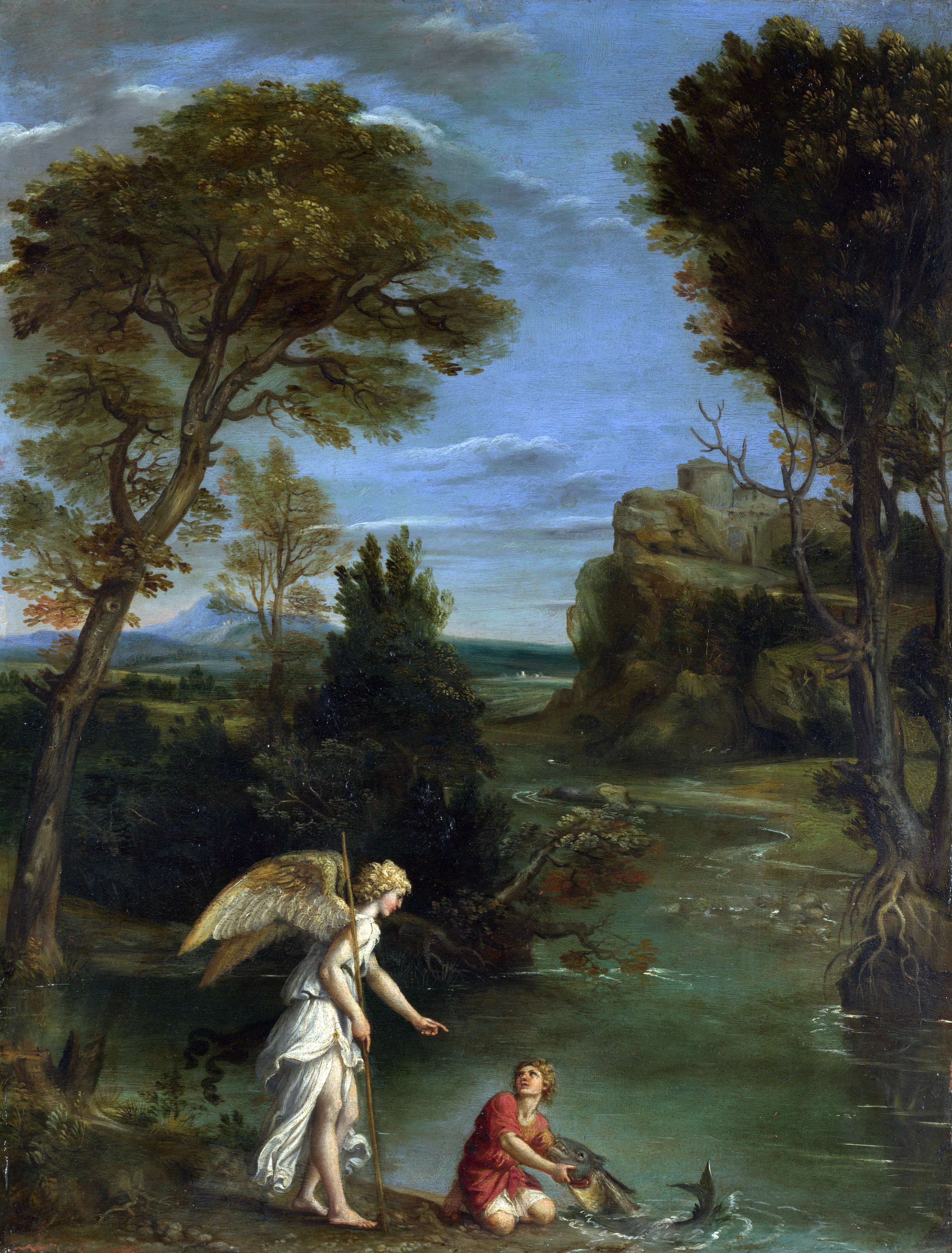
《토비아스가 있는 풍경》, 1610년~1613년경, 내셔널 갤러리
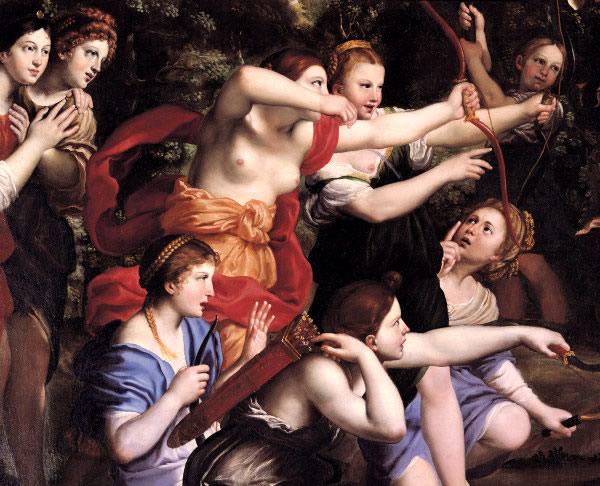
《다이아나와 그녀의 님프들》, 1616년~1617년
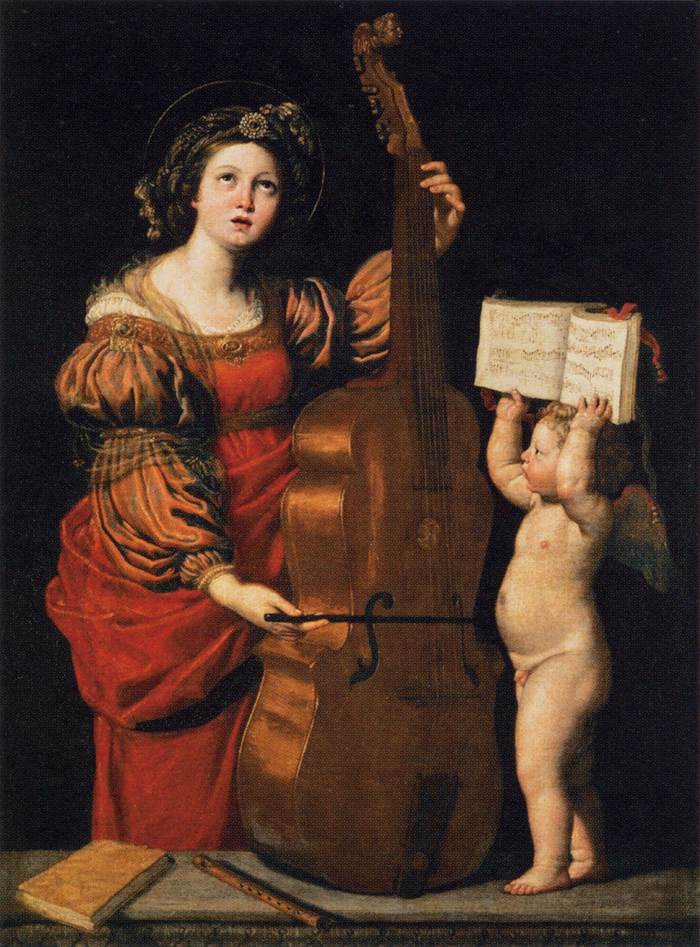
《비올을 연주하는 성녀 체칠리아》, 1618년
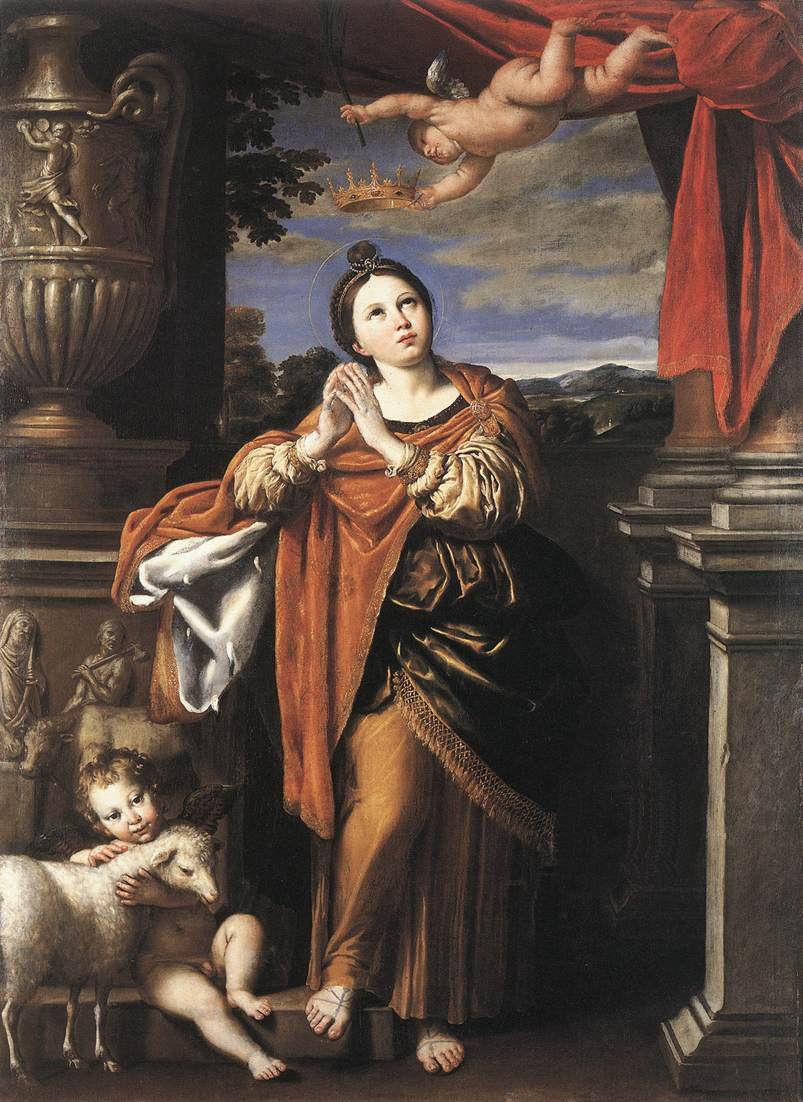
《천사와 어린 양과 함께 있는 로마의 아녜스》, 1620년경
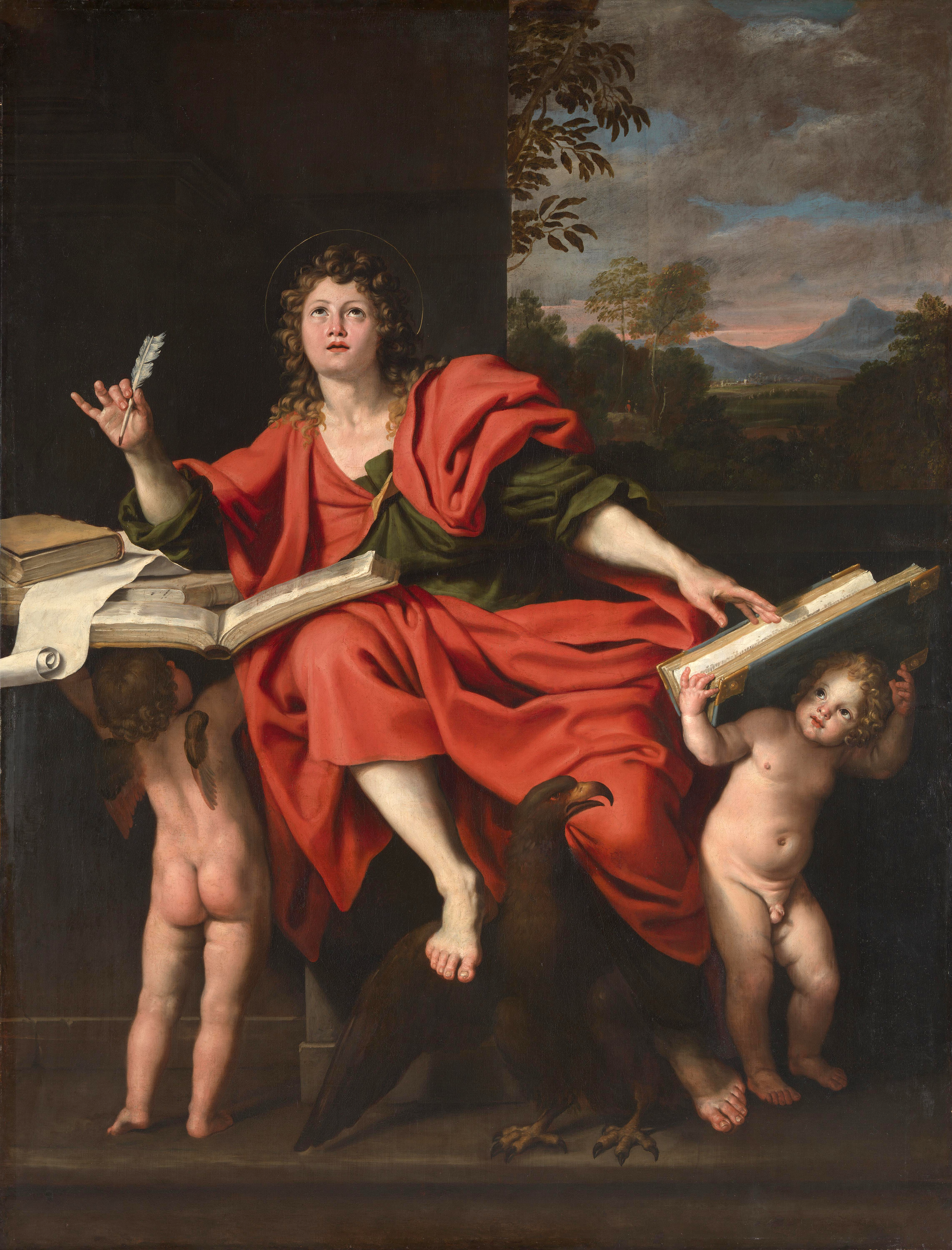
《복음사가 성 요한》, 1624년~1629년, 내셔널 갤러리
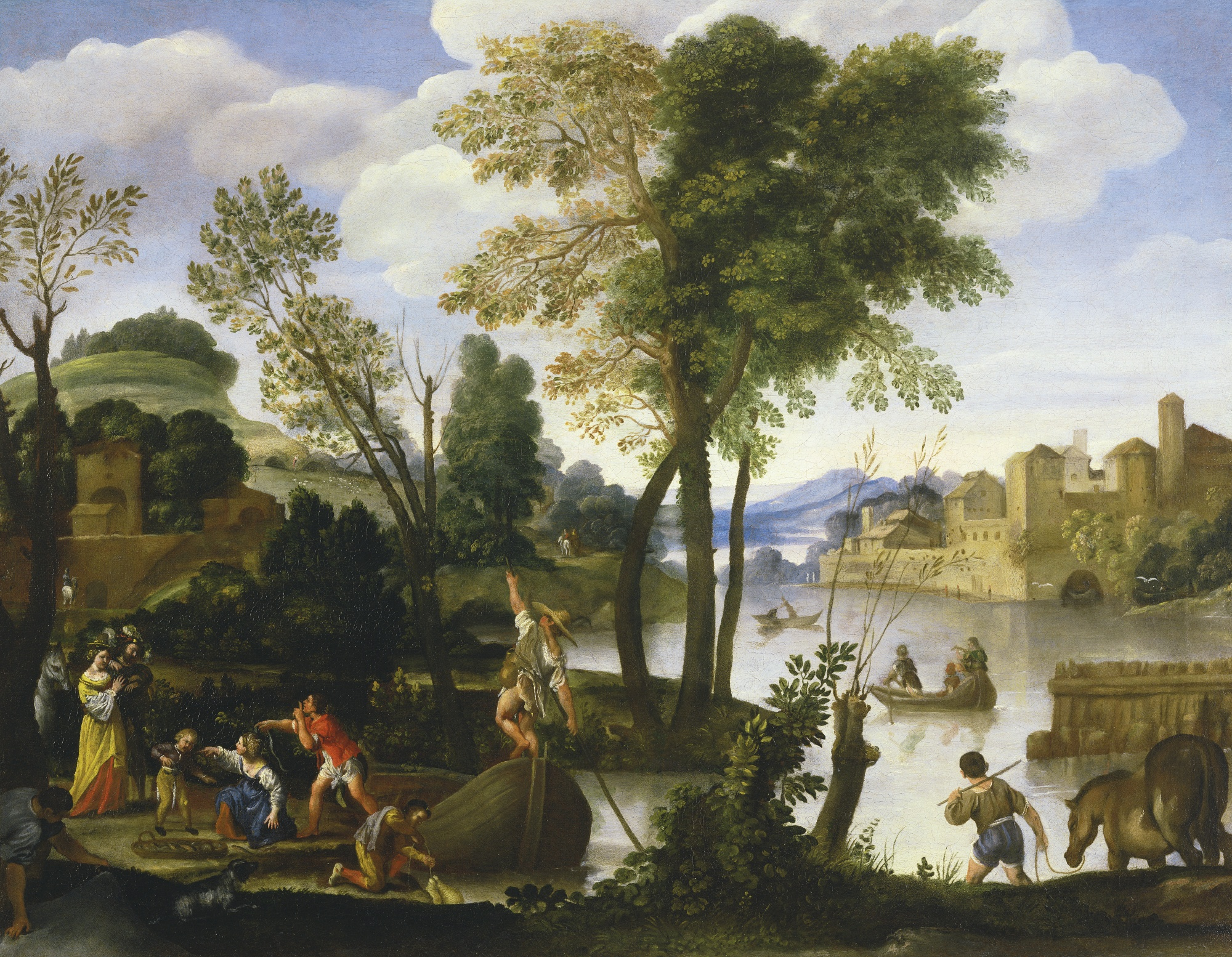
《뱃사공과 어부가 함께하는 강 풍경, 해변을 걷는 우아한 커플》
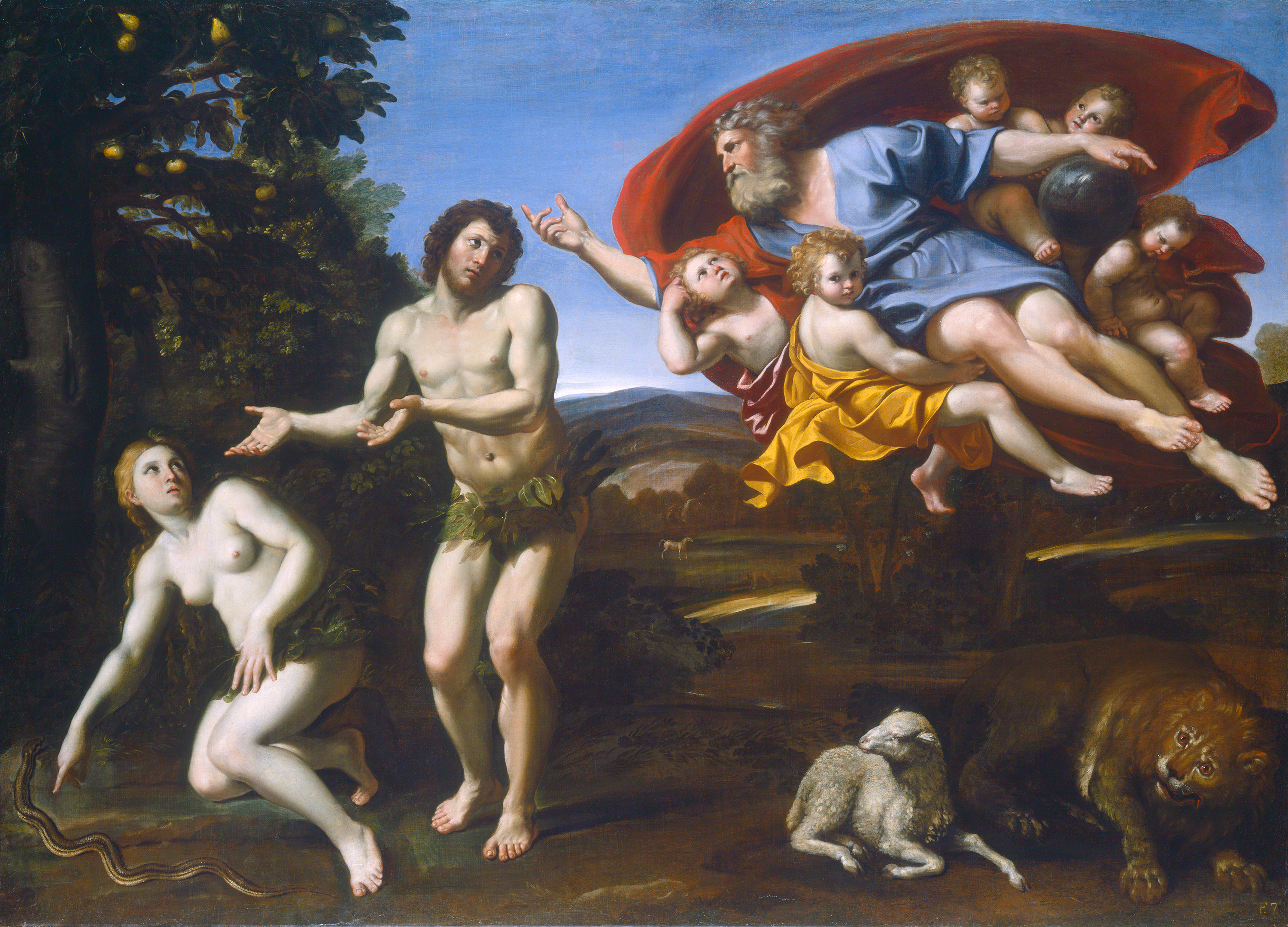
《아담과 이브의 질책》, 1626년, 내셔널 갤러리 오브 아트
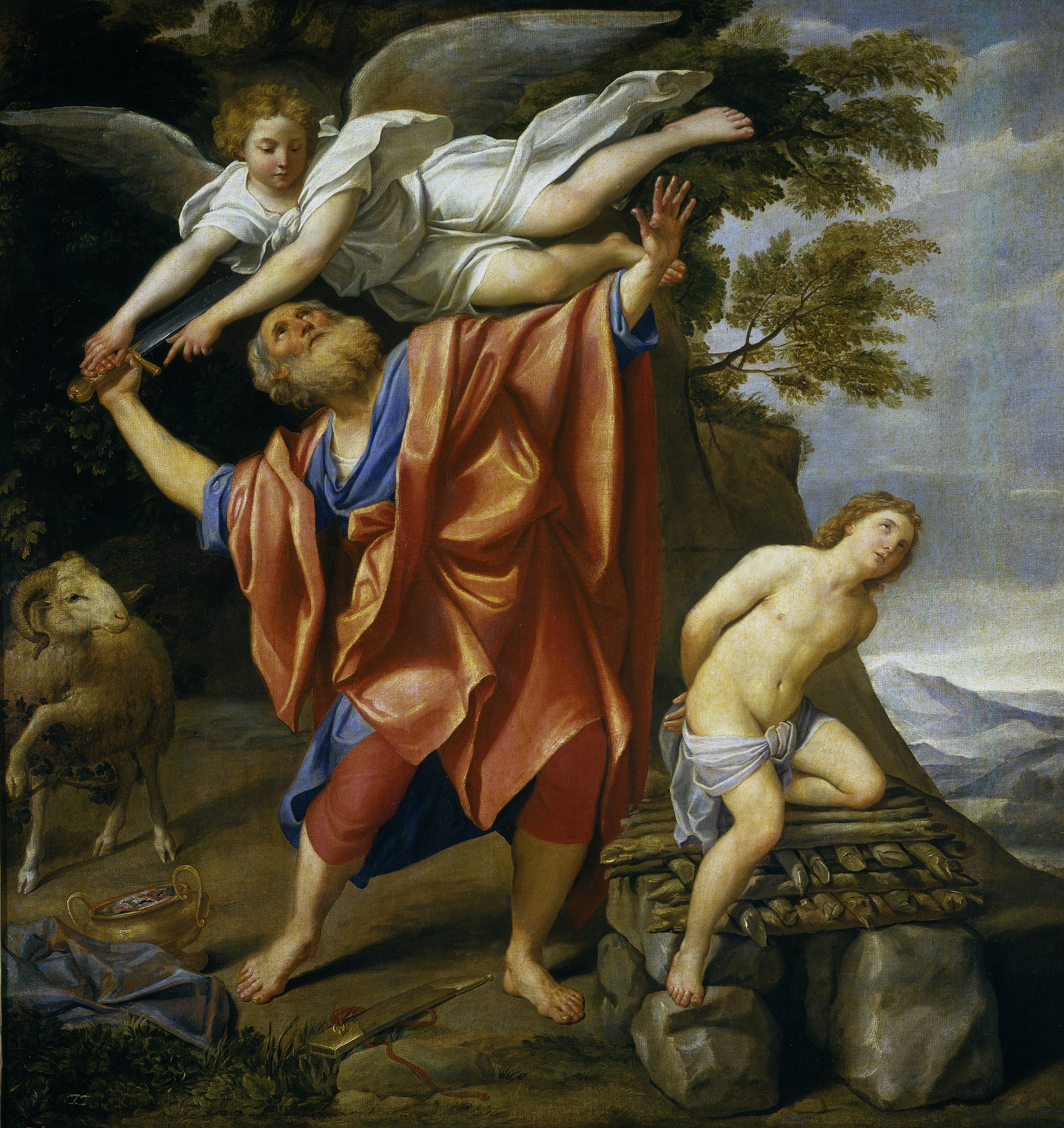
《이삭의 희생》, 1627년~1628년, 프라도 미술관
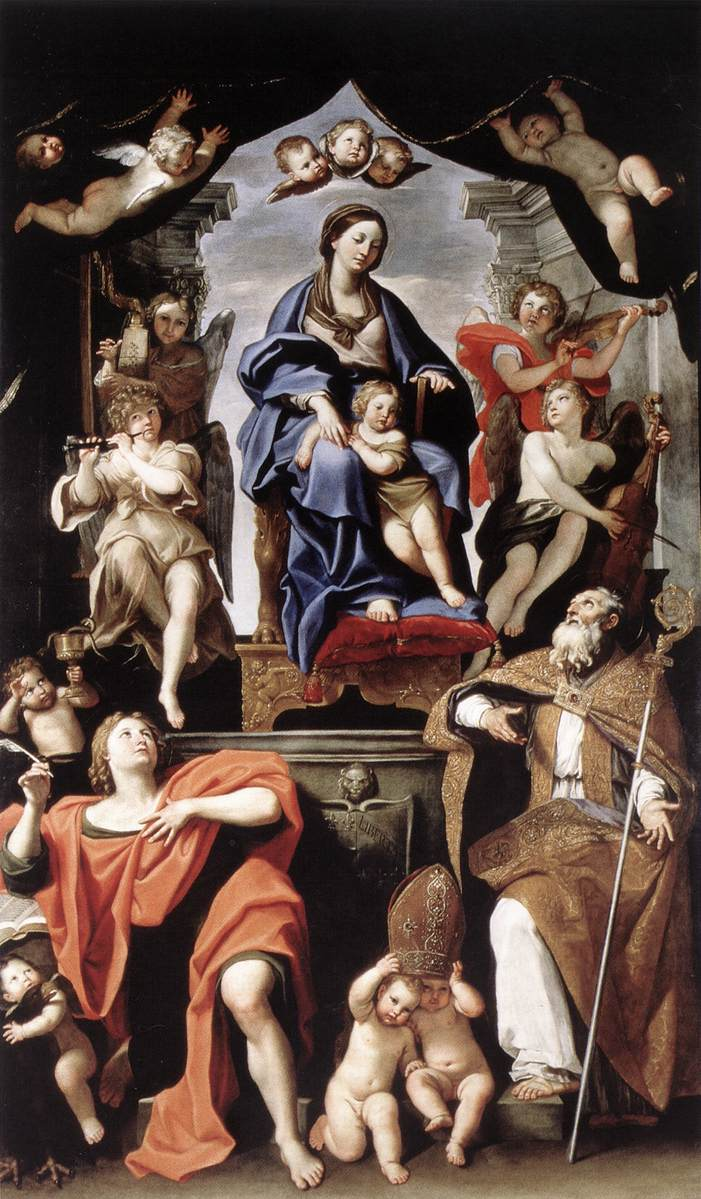
《성 페트로니우스와 성 요한 복음사가와 함께 있는 성모 마리아와 아기 예수》, 1629년
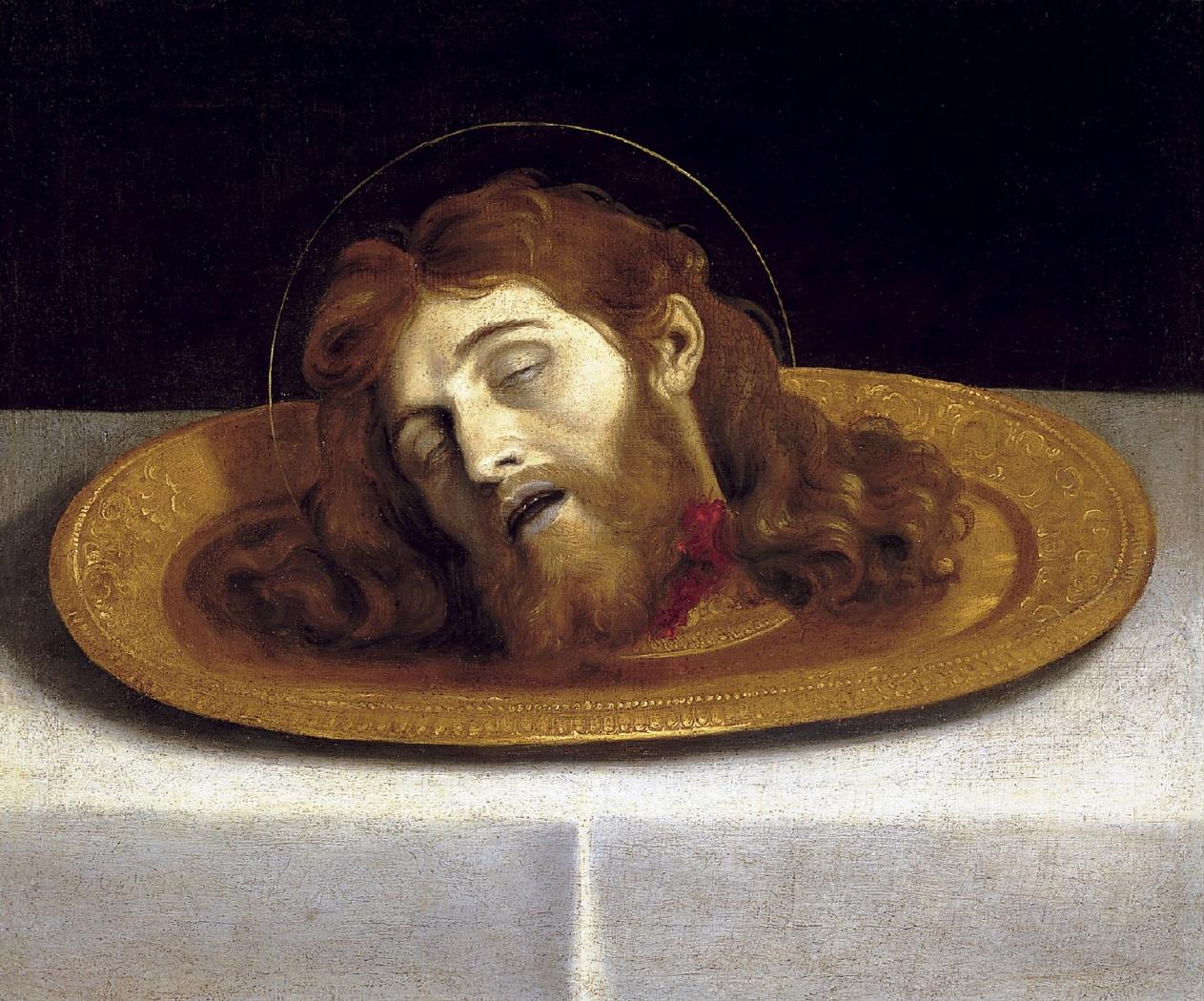
《침례교도의 머리》, 1630년경, 산 페르난도 왕립미술아카데미